# 塞爾希奧·埃斯庫德羅 (1989年)
塞爾希奥·埃斯庫德羅·帕洛莫（西班牙語：Sergio Escudero Palomo；1989年9月2日—）是一位西班牙足球運動員。在場上的位置是左後衛。現效力於西甲球隊華拉度列。

## 外部連結
- 塞爾希奧·埃斯庫德羅在BDFutbol中的档案
- 塞爾希奧·埃斯庫德羅 at Futbolme （西班牙語）
- fussballdaten.de：塞爾希奧·埃斯庫德羅 (1989年)之統計數據 （德文）